# Villa Dervillè
Villa Dervillè, nota anche come "Villa il Monticello", è una residenza gentilizia situata sulle colline ai piedi di Carrara.

## Storia
La tenuta su cui sorge la villa era alla fine del Settecento di proprietà della famiglia Orsolini, d'origine comasca ma a Carrara dal XV secolo. Dopo complesse vicende patrimoniali nel 1820 Matilde Malaspina figlia di Tommaso marchese di Villafranca e moglie di Carlo Orsolini riuscì a riunire tutto il complesso (casa padronale, cappella gentilizia, casa dei mezzadri e parco), frazionato negli anni. Nel 1835, non potendo mantenere la proprietà la cedette a Pantaleone Del Nero, ricchissimo commerciante di marmi di Miseglia, secondo maggior contribuente di Carrara.
Nel 1844, fallendo questi, la proprietà passò ai fratelli Triscornia e, nel 1882 a seguito di vendita giudiziale, a Caterina Eudosia Dervillè, che espanse la proprietà fino a farle raggiungere l'estensione dell'intero rilievo. Suo figlio Stefan Dervillè curava la vendita dei marmi dei Fabbricotti sul mercato francese: uomo di notevole importanza commerciale, a lui è legata la presenza dei reperti romani collocati nel giardino.
Negli anni 1990 la tenuta passa agli attuali proprietari.

## Posizione
L'ingresso della casa era originariamente verso la valle del Carrione, mentre adesso è verso il mare e si accedeva alla proprietà dalla strada postale che conduceva ad Avenza e correva lungo la riva sinistra del fiume. In questa maniera si trovava pressoché di fronte ai ruderi, dall'altra parte della valle, del Castello di Moneta e della villa dei Del Medico con il Casino della Costaccia, nota per le due torri aperte sulla pianura sottostante.

## Architettura
Nella sua descrizione di Carrara e delle sue propaggini Carlo Lazzoni scrive che Carlo Orsolini fece costruire la villa da un architetto francese conosciuto in seguito alla vendita di una partita di marmi: che l'edificio principale situato ai quattro venti sopra una collina di ulivi sia frutto di un unico disegno si vede anche da alcune incisioni del 1832.
L'edificio originario aveva per fulcro il salone centrale intorno al quale si aprivano le stanze del piano nobile affacciate su eleganti logge con la funzioni di filtro tra interno ed esterno. Queste, a cui si accedeva tramite una magnifica e grandiosa scala a due rampe offrono vedute diverse le une dalle altre: le Alpi Apuane, il mare la cui luce penetra direttamente nel salone, il giardino impiantato dagli Orsolini su cui si affacciano le stanze laterali ed infine la terrazza con la fontana ornata di putti bronzei.
Il salone a doppio volume è decorato con scene mitologiche inquadrati da architetture barocchette e sul soffitto c'è lo stemma Orsolini; sopra le porte ci sono busti marmorei settecenteschi.
Pervenuta ai Dervillè, questi aggiunsero i vasi sugli spigoli laterali del tetto e lo stemma degli Orsolini sul fronte rivolto verso il mare, disegnando così l'attuale fisionomia. Su disegno di Vincenzo Bonanni nel 1884 fu realizzato lo scalone in marmo bianco che collega la balconata a basamento bugnato con il piano terreno della villa, sagomato nella forma di un'ampia terrazza simmetrica. Nel 18903 fu ampliato il viale orientale e nel 1909 rivestita di marmi la nuova sala da pranzo, ottenuta tramite un ampliamento che andò a collegare l'edificio padronale alla casa colonica. Questo ambiente è illuminato da cinque vetrate scandite da profondi pilastri.

## Il giardino
Gli ambienti esterni hanno seguito lo stesso sviluppo della casa. Con gli Orsolini era al centro di una tenuta agricola che produceva olio e vino, mentre la zona gentilizia era divisa in due parti: quella superiore sul crinale di Monte Greco ingentiliva gli spazi prossimi alle stanze mentre quella inferiore si distendeva lungo il viale d'accesso ornato di basse siepi di bosso e cipressi e focalizzato sulla cappella gentilizia, che aveva anche la funzione di oratorio pubblico.
I Triscornia modificarono questo viale, allargandolo fino a renderlo carrozzabile.
Stefano Dervillè arricchì il giardini tramite sculture ed architetture: durante la sua proprietà furono aggiunte le balconate sul versante occidentale decorate con sculture di gusto francese, con copie di un'opera di Emmanuel Fremiet. Sul loggiato superiore, in corrispondenza agli spigoli della balconata ci sono copie de Le Quattro stagioni di Pierre Legros. La peculiariatà però del giardini in questo periodo è il carattere archeologico dovuto ai molteplici marmi lunensi dei Fabbricotti, recentemente valorizzato dalla realizzazione di un antiquarium.